# RIM-116 Rolling Airframe Missile

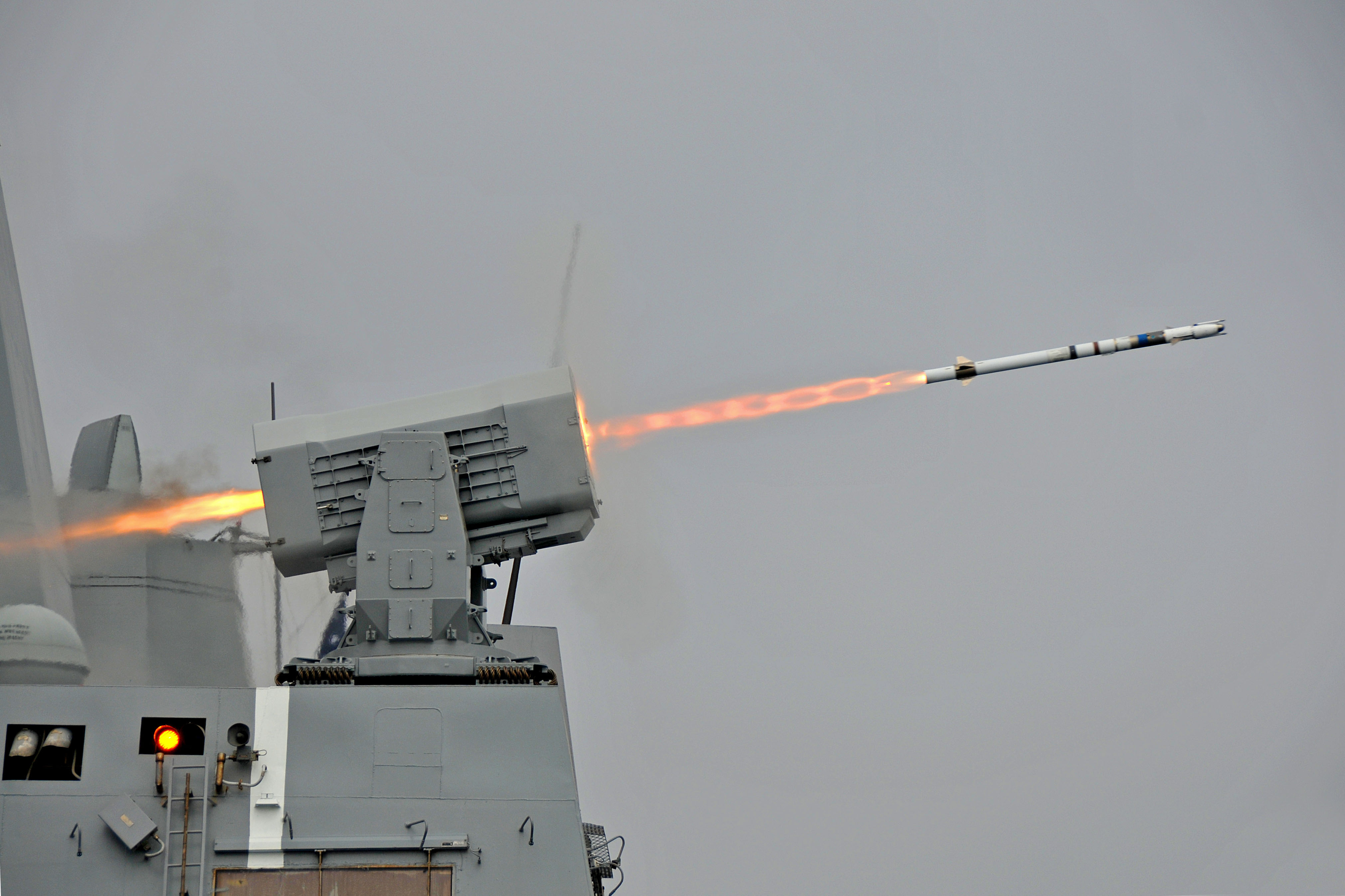
Um míssil sendo disparado pelo USS New Orleans de um lançador RIM-116.

RIM-116 Rolling Airframe Missile é um míssil superfície-ar pequeno e leve, que utiliza infravermelho em seu sistema de direcionamento. Foi originalmente projetado para defesa contra mísseis de cruzeiro.

## Desenvolvimento
O RIM-116 foi desenvolvido inicialmente pela General Dynamics em julho de 1976, em um acordo com a Dinamarca e a Alemanha Ocidental. A Dinamarca saiu do programa, mas a Marinha dos Estados Unidos entrou no programa como a principal parceira. O lançador Mk 49 foi avaliado a bordo do USS David R. Ray (DD-971) no final de 1980. Os primeiros 30 mísseis foram construídos em 1985 e tornaram-se operacionais em 14 de novembro de 1992, a bordo do USS Peleliu (LHA-5).